# Tâmboești, Vrancea
Tâmboești este satul de reședință al comunei cu același nume din județul Vrancea, Muntenia, România.

## Personalități
- Iulian P. Gavăț (1900-1978), inginer și geolog, profesor universitar, membru corespondent (1955) al Academiei Române.
- Octavian Moșescu (1894-1982), publicist, editor, memorialist, colecționar de artă și poet român.